# Systropus willistoni
Systropus willistoni är en tvåvingeart som beskrevs av Charles Howard Curran 1942. Systropus willistoni ingår i släktet Systropus och familjen svävflugor. Inga underarter finns listade i Catalogue of Life.